# مديرية شبام كوكبان

تعديل مصدري - تعديل

مديرية شِبَامْ كَوكَبان إحدى مديريات محافظة المحويت اليمنية. تقع إلى الغرب من العاصمة صنعاء على بعد 111 كم. بلغ عدد سكانها 39651 نسمة عام 2004.

## أهم القرى
- قرية شبام كوكبان، الحصن، الرعني، الصرحة، الظهار الأعلى الظهار الاسفل، العرة، المحجر، المذوب، المعين، الهجرة، بيت الحيمي،[5]
- بيت القرماني، بيت القساس، بيت سميع، حجر القصر، سامك، قارة، قرية العماد، مقسم راصع، الزكاتين، المراشحة، النقيل، بدوقة، بكر،
- بيت الشاطر، بيت المذبحى، بيت الهرة، بيت خميس، بيت راجح، بيت عبد الله، بيت عز، بيت فخر الدين، بيت قصيلة، بيت قيرة، بيت مفرح،
- بيت مليك، حيفتين، سايب الأعلى، سايب الاسفل، عرة القمل، نطع، وادي غزوان.

موقع مديرية شبام كوكبان في محافظة المحويت